# Cadena lateral
En química orgànica i en bioquímica, una cadena lateral és un grup químic unit a una estructura troncal. Les cadenes laterals són un mitjà de funcionalitzar una molècula, combinant les propietats de la cadena principal amb les seves pròpies.
Un grup R és el símbol general d'un grup alquil.